# Bingen (Rhein) Hauptbahnhof
Bingen (Rhein) Hauptbahnhof – stacja kolejowa w Bingen am Rhein, w kraju związkowym Nadrenia-Palatynat, w Niemczech. Znajdują się tu 4 perony.